# Oude man in de kroeg
Oude man in de kroeg is een genrestuk van de in Oudenaarde geboren kunstenaar Adriaen Brouwer. Het paneel is geschilderd in Brouwers Antwerpse periode (ca. 1631-1638) en bevindt zich in het Koninklijk Museum voor Schone Kunsten Antwerpen.

## Voorstelling
Het werk, vrij groot voor Brouwers doen, toont een oude man die zijn roes uitslaapt voor een kachel. Op de achtergrond tracht een caféganger een vrouw te versieren. Vanuit een vensteropening worden zij gadegeslagen door een man.

## Collectie Vlaanderen
Medio 2008 verwierf de Vlaamse Gemeenschap het olieverfschilderij Oude man in een kroeg voor de som van 742.000 euro. Het werk werd in bruikleen gegeven aan het Museum voor Schone Kunsten in Antwerpen, waar het een plaats kreeg in de permanente opstelling Van Brouwer tot De Braekeleer. Door de aankoop maakt het werk deel uit van de Collectie Vlaanderen.

## Voetnoten
1. ↑  'Oude Man': 250 of 742.000 euro waard?, Brussel Deze Week, 18 juli 2008